# Distichophyllum collenchymatosum
Distichophyllum collenchymatosum är en bladmossart som beskrevs av Jules Cardot 1911. Distichophyllum collenchymatosum ingår i släktet Distichophyllum och familjen Hookeriaceae. Inga underarter finns listade i Catalogue of Life.